# Filtro de acuario

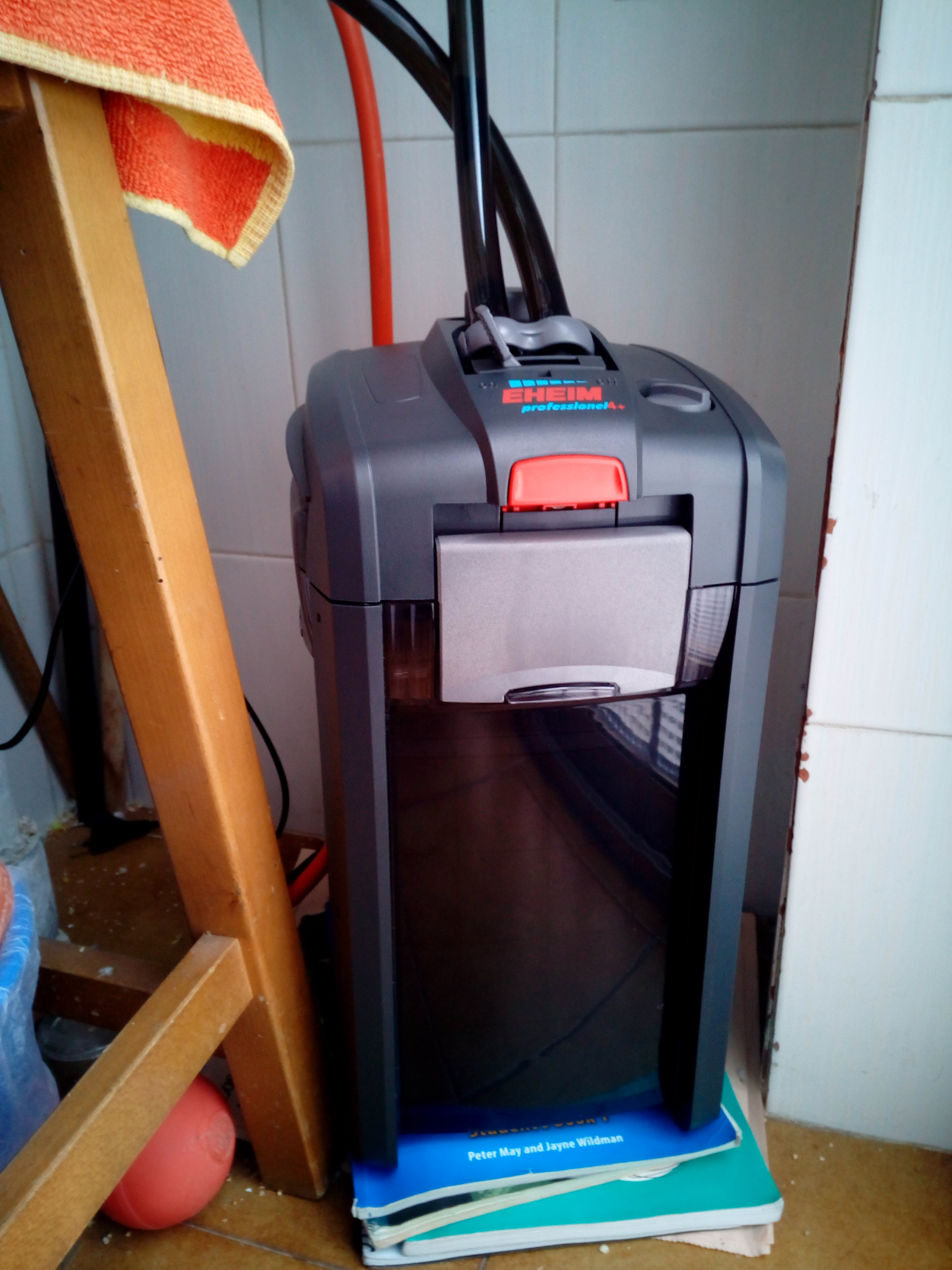
Filtro Externo

En el ámbito de la acuariofilia, un filtro es un mecanismo cuya finalidad es hacer que el agua del acuario, además de circular, pase a través de determinados materiales filtrantes para eliminar las impurezas y estar biológicamente depurada cuando regrese nuevamente al tanque. Su uso es imprescindible en el acuario, ya que se encargan de eliminar los residuos producidos por los peces y otros animales acuáticos, así como los restos de comida y/o plantas acuáticas que aparecen en algunas ocasiones. El principal elemento de estos filtros es la bomba hidráulica, la cual hace que el agua del tanque circule a través de los diferentes materiales filtrantes de múltiples porosidades y funciones.
La limpieza del acuario es muy importante ya que hace que los peces que viven en él no tengan problemas y su ecosistema este libre de impurezas y otras amenazas que podrían acabar con ellos. 
Existen diferentes filtros dependiendo de las características del acuario, básicamente podemos establecer dos tipos, Exteriores e interiores, como veremos a continuación.

## Tipos
- Interiores: Son aquellos que están dentro del acuario y completamente sumergidos bajo el agua. Son ideales para acuarios de volúmenes pequeños o medianos.

- Exteriores: Son aquellos que están fuera del acuario. Este tipo de filtros, a diferencia del anterior, está indicado para acuarios de grandes volúmenes.

## Función de materiales filtrantes
Los materiales filtrantes más comunes son:
- Esponja de foamex: material poroso encargado de retener los residuos de mayor tamaño.
- Fibra sintética o perlón: Retiene los residuos más pequeños y finos.
- Carbón activado: Su función es retener las partículas microscópicas, además de eliminar restos de medicamentos, el color amarillento del agua y el olor que puede producir ésta.
- Cerámica: Se utiliza como filtro biológico, ya que las bacterias beneficiosas e imprescindibles del acuario se albergan en sus múltiples y microscópicas porosidades para eliminar las sustancias tóxicas que contiene el agua (amoníaco, nitritos y nitratos).